# 2202 Пеле
2202 Пеле (енгл. 2202 Pele) је Амор астероид са средњом удаљеношћу од Сунца која износи 2,290 астрономских јединица (АЈ).
Апсолутна магнитуда астероида је 17,6.